# Mormant
Mormant – miejscowość i gmina we Francji, w regionie Île-de-France, w departamencie Sekwana i Marna.
Według danych na rok 1990 gminę zamieszkiwały 3603 osoby, a gęstość zaludnienia wynosiła 217 osób/km² (wśród 1287 gmin regionu Île-de-France Mormant plasuje się na 381. miejscu pod względem liczby ludności, natomiast pod względem powierzchni na miejscu 131.).